# Phaonia rufibasis
Phaonia rufibasis är en tvåvingeart som beskrevs av Malloch 1919. Phaonia rufibasis ingår i släktet Phaonia och familjen husflugor. Inga underarter finns listade i Catalogue of Life.